# Мая Ибрахим
Мая Ибрахим (на английски: Maiya Ibrahim) е австралийска писателка на произведения в жанра фентъзи.

## Биография и творчество
Мая Ибрахим е родена в Сидни, Австралия. Има арабски произход от ливанска фамилия. Получава бакалавърска степен по право от Техническия университет в Сидни.
Първият ѝ роман „Пътят на подправките“ от едноименната поредица е издаден през 2023 г. Седемнайсетгодишната Имани живее в скрития сред пясъците град Калия, в който расте тайна магическа подправка, а чаят от нея отключва магическите дарби на хората. Тя има висока репутация на в борбата с джинове, зли духове и други чудовища, които бродят сред пясъците. Но един ден брат ѝ изчезва и е смятан за загинал, но по определени следи започва издирването му в Забранената пустош с помощта на зверомага Таха. А там тя научава, че не всичко, което е приемала за истина, е вярно. Романът става бестселър в списъка на „Сидни Таймс“ и я прави известна.
Мая Ибрахим живее със семейството си в Сидни.

## Произведения

### Поредица „Пътят на подправките“ (Spice Road)
1. Spice Road (2023)[1][2][4]
Пътят на подправките, изд.: ИК „Лютиче“, София (2023), прев. Деница Райкова
2. Serpent Sea (2024)